# 口腔解剖学
口腔解剖学（こうくうかいぼうがく、英語：oral anatomy）は歯学並びに解剖学の一分野であり、口腔顎顔面領域、例えば舌、口唇、硬口蓋、軟口蓋、歯肉、上顎骨、下顎骨、顎関節、副鼻腔、大唾液腺、小唾液腺などの形態、構造や動脈、静脈および神経の走行、機能について研究を行う学問である。特に歯牙の形態、構造についての学問を歯牙解剖学（しがかいぼうがく）という。
歯の形態はそれぞれ異なっており、一本一本の歯がそれぞれどのような働きをし、そのためにどのような形を取るかと言うことが、歯の形態を再現するための基礎知識として重要である。